# ورنوا له بلوار
ورنوا له بلوار (به فرانسوی: Vernois-lès-Belvoir) یک کمون در فرانسه است که در Canton of Pont-de-Roide واقع شده‌است.

## خصوصیات
ورنیس لاس بلویر ۴٫۶۸ کیلومترمربع مساحت و ۶۶ نفر جمعیت دارد.